# Louise Fitzhugh
Louise Fitzhugh (* 5. Oktober 1928 in Memphis, Tennessee; † 19. November 1974) war eine US-amerikanische lesbische Kinder- und Jugendbuchautorin und -illustratorin.

## Leben

### Kindheit und Jugend
Louise Fitzhughs Mutter war Louise Perkins, ihr Vater Millsaps Fitzhugh. Als sie wenige Monate alt war, ließen sich die Eltern scheiden. Bis zur Hochzeit ihres Vaters mit Sally Taylor im Jahr 1933 lebte Louise mit ihm im Haus der Großmutter.

### Beruflicher Werdegang
Nach ihrem Studienabschluss 1946 besuchte Fitzhugh zunächst das Southwestern College in Memphis, wechselte aber bald zu einer Hochschule in Florida. 1948 wechselte sie zum Bard College im Bundesstaat New York. Gemeinsam mit Joan Williams zog sie nach New York. Als Hauptfach studierte sie zunächst Gegenwartsliteratur und wechselte dann zur Kinderpsychologie. 1949 starb Louise Fitzhughs Großmutter und sie beerbte sie. Dadurch war sie finanziell unabhängig und verließ ein halbes Jahr vor dem Abschluss das College. Sie zog nach Greenwich Village und studierte abwechselnd an der „Art Students League“ und der „Cooper Union“, später in Frankreich und Italien.

### Karriere
In den frühen 1960er Jahren gab Louise Fitzhugh ihren Ängsten in bunten Klecksbildern Ausdruck, die den Rorschach-Tests ähnelten. Sie malte ihre Träume, fertigte dunkle Holzschnitte von Kindern, malte  Menschen aus ihrer Umgebung und machte Notizen. 1960 schrieb Sandra Scoppettone ein Bilderbuch für Erwachsene, das Fitzhugh bebilderte. Es verulkte die Bohème und wurde 1961 unter dem Titel Suzuki Beane veröffentlicht. Es hatte zunächst bei Erwachsenen, später bei Kindern Erfolg. 1961 zog Fitzhugh mit Alice Glas in ein Gartenapartment an der East 85. Straße. In dieser Zeit ließ sich Fitzhugh analysieren und begann literarische Projekte, die ihre Kindheit in den Südstaaten thematisierten. Sie begann den Roman Crazybaby, 1962 beendete sie ein autobiografisches Theaterstück  mit dem Titel Mother Sweet, Father Sweet. Wegen Revisionswünschen des Produzenten wurde es nie aufgeführt. Sie begann den Roman Amelia, in dem sich zwei junge Mädchen ineinander verlieben. Er erinnert an Louise Fitzhughs erste Liebe, die bei einem Flugzeugunfall starb. Ihr Literaturagent lehnte den Roman wegen des lesbischen Inhalts ab. Das Manuskript ist seitdem verschollen.
1963 begann Louise Fitzhugh mit Entwürfen für Harriet, the Spy.In Harriet drückte Fitzhugh den Schmerz und die Einsamkeit, die Neugier und Aufregung ihrer eigenen Kindheit aus. Das Buch wurde 1964 veröffentlicht und seitdem viermillionenmal verkauft. 1964 wählte es die New York Times zum besten Kinderbuch. In den späten sechziger Jahren gründeten Mädchen Detektivclubs, versteckten sich unter Tischen in Lehrerzimmern und machten dort Notizen. Das Vorbild Harriets animierte junge Frauen zum Schreiben.
Fitzhugh verfasste die Folgegeschichte The Long Secret (Deutsch: Neuigkeiten aus Harriets Spionageheft). 1965, das Jahr der Publikation von The Long Secret, wurde ein Wendepunkt für Fitzhugh. Sie hatte Erfolg, und ihr Vater starb. Nun war Fitzhugh vermögend und frei von elterlichen Vorschriften. Sie nutzte ihren neuen Wohlstand, kaufte ein Sommerhaus auf Long Island und veränderte ihre Garderobe, legte ihre Frauenkleidung ab und ließ sich Maßanzüge schneidern. Nun sah sie eher wie ein junger Mann aus. Sie bewegte sich in der homosexuellen Szene in Bridgehampton und konsumierte Drogen- und Alkohol.  Sie schrieb ein weiteres Kinderbuch, Sport (Deutsch: Pele, der Zweite), das an die Intensität von Harriet nicht heranreichte. 1969 brachten Fitzhugh und Scoppetone Bang, Bang, You're Dead, ein Antikriegsbilderbuch, heraus. Als letztes Werkveröffentlichte sie 1974 Nobody's Family is Going to Change, das die Geschichte zweier afro-amerikanischer Geschwister, Emma und Willie, beschreibt.
Sie behauptete, sie schreibe Kinderbücher, um „in this lousy world“ etwas Gutes zu tun. Mit „lousy“" habe Fitzhugh misogyn, rassistisch und homophob gemeint, so ihre Biographin Leslie Brody 2020.
Fitzhugh starb am 19. November 1974 an den Folgen eines Schlaganfalls.

## Werke (Auswahl)
- Harriet the Spy, New York 1964
  - Harriet, Spionage aller Art. Bertelsmann, Gütersloh 1968; S. Fischer, Frankfurt am Main 2009, ISBN 978-3-596-85368-7.
  - Harriet, die kleine Detektivin. Omnibus, München 1997, ISBN 3-570-20361-1.
- The Long Secret, New York 1965
  - Neuigkeiten aus Harriets Spionageheft. Bertelsmann, Gütersloh 1972; Omnibus, München 1997, ISBN 3-570-20039-6.
- Nobody’s Family Is Going to Change, New York 1974, ISBN 0-374-35539-8.
- Sport, New York 1979
  - Pele der Zweite. Bertelsmann, München 1982, ISBN 3-570-00335-3.

## Adaption
Harriet the Spy wurde als Harriet, die kleine Detektivin (1996) und Harriet: Spionage aller Art (2010) zweimal verfilmt.